# Hermann A. Schlögl

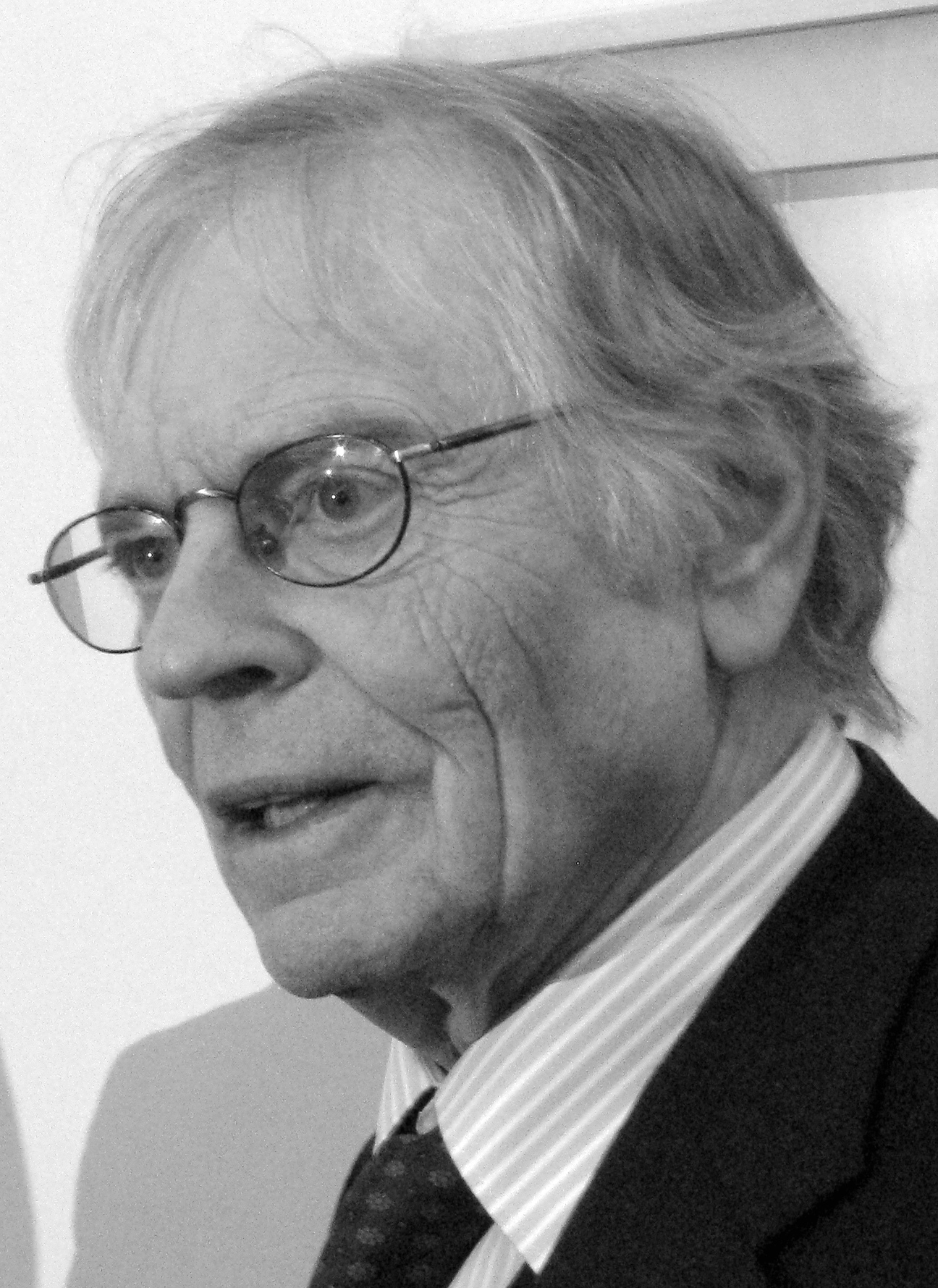
Hermann A. Schlögl 2010

Hermann Alexander Schlögl (* 22. Juli 1932 in München; † 14. Januar 2023 in Basel) war ein deutscher Schauspieler und Ägyptologe.

## Leben
Schlögl wurde als jüngster Sohn von Alois Schlögl geboren. Einer seiner Brüder war der Historiker Waldemar Schlögl. Nach dem Abitur am Maximiliansgymnasium in München studierte er Literatur- und Theaterwissenschaften an der Ludwig-Maximilians-Universität München, gleichzeitig Schauspielunterricht und Bühnenreifeprüfung. Anschließend arbeitete er als Schauspieler, unter anderem an der Städtischen Bühne Ulm unter Kurt Hübner (u. a. Marquis Posa in „Don Carlos“, Regie: Kurt Hübner und Bassanio in „Der Kaufmann von Venedig“, Regie: Peter Zadek), am Theater der Hansestadt Lübeck und den Städtischen Bühnen Wuppertal unter Arno Wüstenhöfer (u. a. Tempelherr in „Nathan der Weise“, Regie: Ulrich Brecht, Willem in Else Lasker-Schülers „Die Wupper“, Regie: Hans Bauer, Wachtmeister Werner in „Minna von Barnhelm“, Regie: Günter Ballhausen, Titelrolle in Lenz/Brecht: Hofmeister, Regie: Carl Maria Weber, Kasimir in „Kasimir und Caroline“, Regie: Ernst Seiltgen, Jepichodow in „Kirschgarten“, Regie: Bruno Hübner). Letzte Bühnentätigkeit am Schauspielhaus Zürich (u. a. Boris in Thomas Bernhards „Ein Fest für Boris“, Schweizerische Erstaufführung, Regie: Karl Fruchtmann). Diverse Fernsehrollen, u. a. den Pfarrer Baustätter in „Andreas Vöst“ (Regie: Eberhard Itzenplitz).
In Zürich nahm Schlögl ein Studium der Ägyptologie, Archäologie und Alten Geschichte auf und schloss 1976 als lic. phil. an der Universität Basel mit der Arbeit „Der Gott auf der Blüte“ (Genf 1977) ab. Er leitete die Kunstausstellung „Geschenk des Nils“ des Schweizerischen Bankvereins, die über zwei Jahre in verschiedenen Museen der Schweiz gezeigt wurde. Im Jahre 1979 promovierte er bei Erik Hornung über das Thema „Der Gott Tatenen nach Texten und Bildern des Neuen Reiches“ (Fribourg/Göttingen 1980). Zum Wintersemester 1980 wurde er an die Universität Freiburg (Schweiz) als Nachfolger von Werner Vycichl berufen, wo er bis Ende Sommersemester 2000 lehrte.
Schlögl war Mitarbeiter am „Lexikon der Ägyptologie“ und schrieb zahlreiche Beiträge für Ausstellungskataloge und Zeitschriften.

## Veröffentlichungen
- Echnaton – Tutanchamun. Fakten und Texte. Harrassowitz, Wiesbaden 1983, ISBN 3-447-02337-6.
- Amenophis IV. Echnaton. Mit Selbstzeugnissen und Bilddokumenten (= Rowohlts Monographien. Band 350 Rororo Bildmonographien). Rowohlt Taschenbuch-Verlag, Reinbek bei Hamburg 1986, ISBN 3-499-50350-6.
- mit Andreas Brodbeck: Altägyptische Totenfiguren aus öffentlichen und privaten Sammlungen der Schweiz (= Orbis Biblicus et Orientalis. Series Archaeologica. Band 7). Universitäts-Verlag u. a., Freiburg (Schweiz) u. a. 1990, ISBN 3-525-53657-7.
- mit Christa Meves-Schlögl: Uschebti. Arbeiter im Ägyptischen Totenreich. Harrassowitz, Wiesbaden 1993, ISBN 3-447-03357-6.
- Ramses II. Mit Selbstzeugnissen und Bilddokumenten (= Rowohlts Monographien. Band 425 Rororo Bildmonographien). Rowohlt Taschenbuch-Verlag, Reinbek bei Hamburg 1993, ISBN 3-499-50425-1.
- als Herausgeber: Gärten der Liebe. Lyrik aus der Zeit der Pharaonen. Artemis und Winkler, Düsseldorf u. a. 2000, ISBN 3-538-07106-3.
- Corpus der ägyptischen Totenfiguren der öffentlichen Sammlungen Krakaus. Uniwersytet Jagielloński u. a., Krakau u. a. 2000, ISBN 83-7188-275-0.
- als Herausgeber mit Hannah Katzenstein: Der Teufel hole die Kunst. Briefe von Lesser Ury an einen Freund. Gebr. Mann, Berlin 2000, ISBN 3-7861-2363-2.
- Das alte Ägypten (= Beck'sche Reihe 2305 C. H. Beck Wissen). Beck, München 2003, ISBN 3-406-48005-5.
- mit Alfred Grimm: Das thebanische Grab Nr. 136 und der Beginn der Amarna-Zeit. Harrassowitz, Wiesbaden 2005, ISBN 3-447-05132-9.
- Egipskie figurki grobowe. = Die ägyptischen Totenfiguren (= Katalog zbiorów Muzeum Narodowego w Poznaniu. Band 10). Muzeum Narodowe, Posen 2006, ISBN 83-89053-37-3.
- Die Weisheit Ägyptens (= dtv. 34455 = Kleine Bibliothek der Weltweisheit. Band 17). Ausgewählt, übersetzt und mit einem Nachwort versehen. Deutscher Taschenbuch-Verlag u. a., München u. a. 2007, ISBN 978-3-423-34455-5.
- Echnaton (= Beck'sche Reihe Band 2441 C. H. Beck Wissen). Beck, München 2008, ISBN 978-3-406-56241-9.
- Nofretete. Die Wahrheit über die schöne Königin. Beck, München 2012, ISBN 978-3-406-63725-4.